# Kindred Spirits
Kindred Spirits är en skulptur i rostfritt stål i Midleton i Irland skapad av Alex Pentek.
Skulpturen föreställer nio stycken 6 meter höga örnfjädrar uppställda i en cirkel som symboliserar en skål med mat till de hungriga. Skulpturen byggdes till minnet av Choctawstammens pengainsamling för att hjälpa dem som drabbades av den stora svälten på Irland. 1847 samlade choctawerna in 170 $ vilket motsvarar tusentals dollar i 2017 års penningvärde.  Skulpturen beställdes av Midletons stadsfullmäktige 2013 för att hedra choctawernas generositet.
Skulpturen färdigställdes 2015 och avtäcktes officiellt 2017. En choctawisk delegation som inkluderade stamhövdingen Gary Batton närvarade vid avtäckningen.